# Karácsonyi románc (film, 1994)
A Karácsonyi románc (eredeti cím: A Christmas Romance) 1994-ben bemutatott, karácsonyi témájú romantikus filmdráma Olivia Newton-John és Gregory Harrison főszereplésével.

## Cselekménye
Nem tudjuk megakadályozni, hogy rossz dolgok történjenek az életben. De történnek jók is, amelyek kissé megkönnyítik a rossz elviselését
|  | Alább a cselekmény részletei következnek! |

Julia, a fiatal özvegy szomorú karácsonynak néz elébe. Férje két éve halt meg balesetben, két kislányát egyedül neveli egy kisvároshoz közeli házban a hegyek között. Férje halála óta úgy érzi, a jövő már semmi jót nem tartogat számára, élete egyetlen értelmét lányai jelentik. Miután az állását is elveszítette, megélhetése végett süteményeket készít a környéken lakóknak, de az ebből befolyó pénz nem elegendő, hogy fizesse a banktól korábban felvett kölcsönt, ezért a kilakoltatás fenyegeti házukból, ahol családjuk már száz éve lakik.
Karácsony előtt egy nappal egy negyven körüli úr látogatja meg, Brian Harding, a városi bank második vezetője, aki személyesen közli vele a bank döntését, miszerint nincs több haladék, vagy fizet, vagy elárverezik a házát. Öntelt, kioktató és fölényes stílusban közli, a bank nem jótékonysági intézmény és nem veheti figyelembe Julia megözvegyülését és állásának elveszítését. A köztük lezajlott csúnya vita után beül kocsijába és távozik, azonban a háztól száz méterre a nagy hóban árokba csúszik. A kocsi elakad, Brian beveri a fejét. Alig negyed órával a távozása után félájultan, véresen, Julia segítségével támolyog vissza a házba.
Julia nem túl barátságosan viselkedik a megsebesült bankárral, szárazon közli vele, csak azért segít, mert ha meghalna, az előzményeket ismerve még azt hinnék, ő ölte meg. A hóvihar miatt a házban a telefon és a villany is megszűnik. Miután Brian kissé magához tér, Julia figyelmeztetése ellenére megpróbál gyalog eljutni a városba, de nem jut messzire, szinte az ajtóból kénytelen visszafordulni a hó és szél  miatt. A bankár és az adós a köztük lévő mély ellenszenv ellenére kénytelen a karácsonyt együtt tölteni a külvilágtól elzárt házban.
Lassan lecsillapodnak a kedélyek, következő napon Julia és a gyerekek karácsonyi készülődésében és az állatok ellátásában már Brian is segít. Az egész addigi életében nagyvárosi kényelemhez szokott, a pénzkeresésnek és karriernek élő Brian az állatokkal teli farmon egy addig számára ismeretlen, kemény, de szép élettel találkozik. A kezdeti ellenszenv után lassan megbékélnek egymással, majd a karácsony este során rájönnek, egymásra van szükségük. A karácsony azonban letelik, az utat felszabadítják, a bank helikoptert küld Brianért, aki némi hezitálás után beszáll és visszatér régi életébe. Újra bankár lesz, Julia meg adós. Karácsony csodája véget érni látszik.
Néhány nap múlva egy terepjáró áll meg Julia háza előtt, Brian ül benne. Leszámolt régi életével, hogy Juliával és gyermekeivel élhessen, a család adósságát saját pénzéből kifizette. Időközben azonban megjött a még karácsony előtt feladott, de a vihar miatt elakadt hivatalos banki végzés Brian aláírásával. Julia meglátja az érkező Briant és a levél miatt azt hiszi, a kilakoltatás miatt jött, csalódottam és indulatosan elküldi. Mikor Brian elmondja, hogy a levelet még ismeretségük előtt írta és azért jött vissza, mert szereti és vele akar élni, megbocsát neki. A magányos Julia és a bankban önmagát nem találó Brian együtt folytatják életüket a kis farmon.
|  | Itt a vége a cselekmény részletezésének! |

## Szereplők
- Olivia Newton-John – Julia Stonecypher
- Gregory Harrison – Brian Harding, bankár
- Chloé Lattanzi – Deenie, Julia nagyobb lánya
- Stephanie Sawyer – Emily Rose, Julia kisebb lánya
- Tom Heaton – Mel Betsill
- Stephen E. Miller – Bert Betsill
- Brent Stait – O.T. Betsill
- Susan Astley – Margie Peterson
- Tom McBeath – Mr. Macklin
- Anna Ferguson – Old Woman
- Teryl Rothery – Susan
- Melody Ryane – Felicity, Brian barátnője

## A film készítéséről
A film Maggie Davis azonos című regénye alapján készült. 1993 telén forgatták a Kanadai Brit Columbiában, egy minden lakott helytől távol álló régi házban, tél közepén, nagy hidegben, igen nehéz körülmények közepette. A forgatás három hétig tartott.
Ez a film Olivia Newton-John első drámai szerepe, melyet nem sokkal rákból való felgyógyulása után készített. Olivia a megelőző két évben maga is megtapasztalta az élet mélységeit, a betegsége mellett családi tragédiák történtek, üzlethálózata csődbe jutott. Akárcsak a filmbéli Juliát, őt magát is a végrehajtás és az  anyagi összeomlás veszélye fenyegette, így sok tekintetben a szerep egyfajta jutalomjátéknak is tekinthető, melyben egy önmagára nagyon hasonlító karaktert alakított. A filmbéli nagyobb lányát saját lánya, az akkor nyolcéves Chloé Lattanzi alakította.
A férfi főszereplő, Gregory Harrison Amerikában népszerű TV színész, ismert sorozatok epizódjaiban rendszeresen látható. A cím alatt Olivia 1994-es Gaia: One Woman's Journey című albumának záró dala, a The Way of Love hallható. A film a nézők és a kritikusok részéről egyaránt igen jó fogadtatásban részesült, a bemutatója óta rendszeresen tűzik műsorra karácsony környékén.  Magyarországon sohasem adták, 2-es régiókódú, angol kiadású, magyar felirat nélküli DVD lemezen beszerezhető.

## Megjelenések
- Columbia Broadcasting System (CBS) (1994) (USA TV bemutató)
- Odyssey Video (2000) (UK) (VHS)
- Odyssey Video (2003) (UK) (DVD)
- Tiempo (2004) (Spanyolország) (DVD)